# اولاو دا رستوراساو
شهر اولاو دا رستوراساو (به پرتغالی: Olhão da Restauração) در اولاو در کشور پرتغال واقع شده‌است. جمعیت این شهر ۳۱٬۱۰۰ نفر  است. در تاریخ ۱۴ اوت ۱۹۸۵ به عنوان شهر شناخته شد.

## نگارخانه

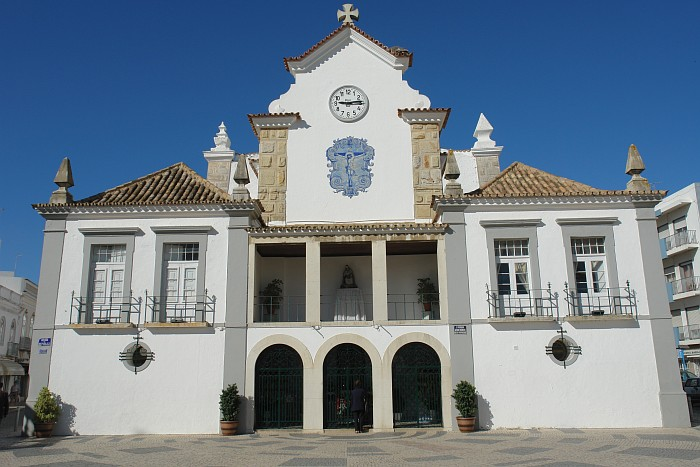
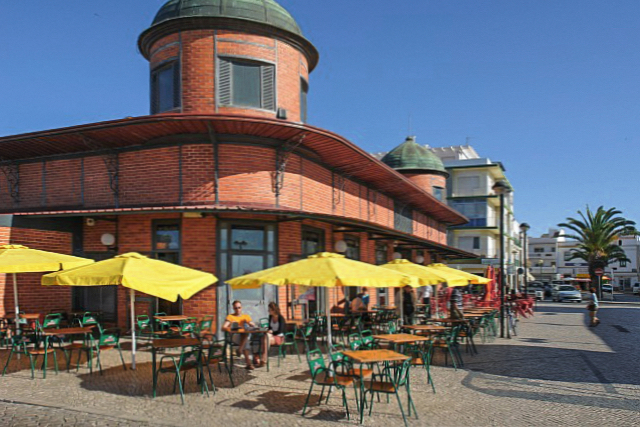
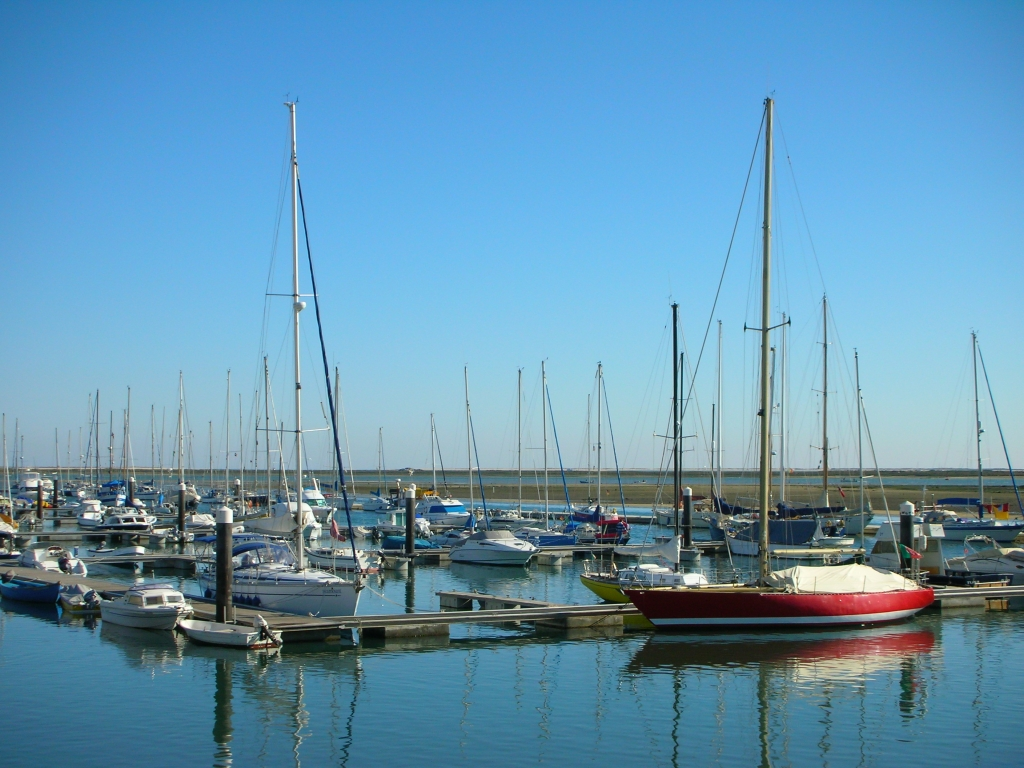
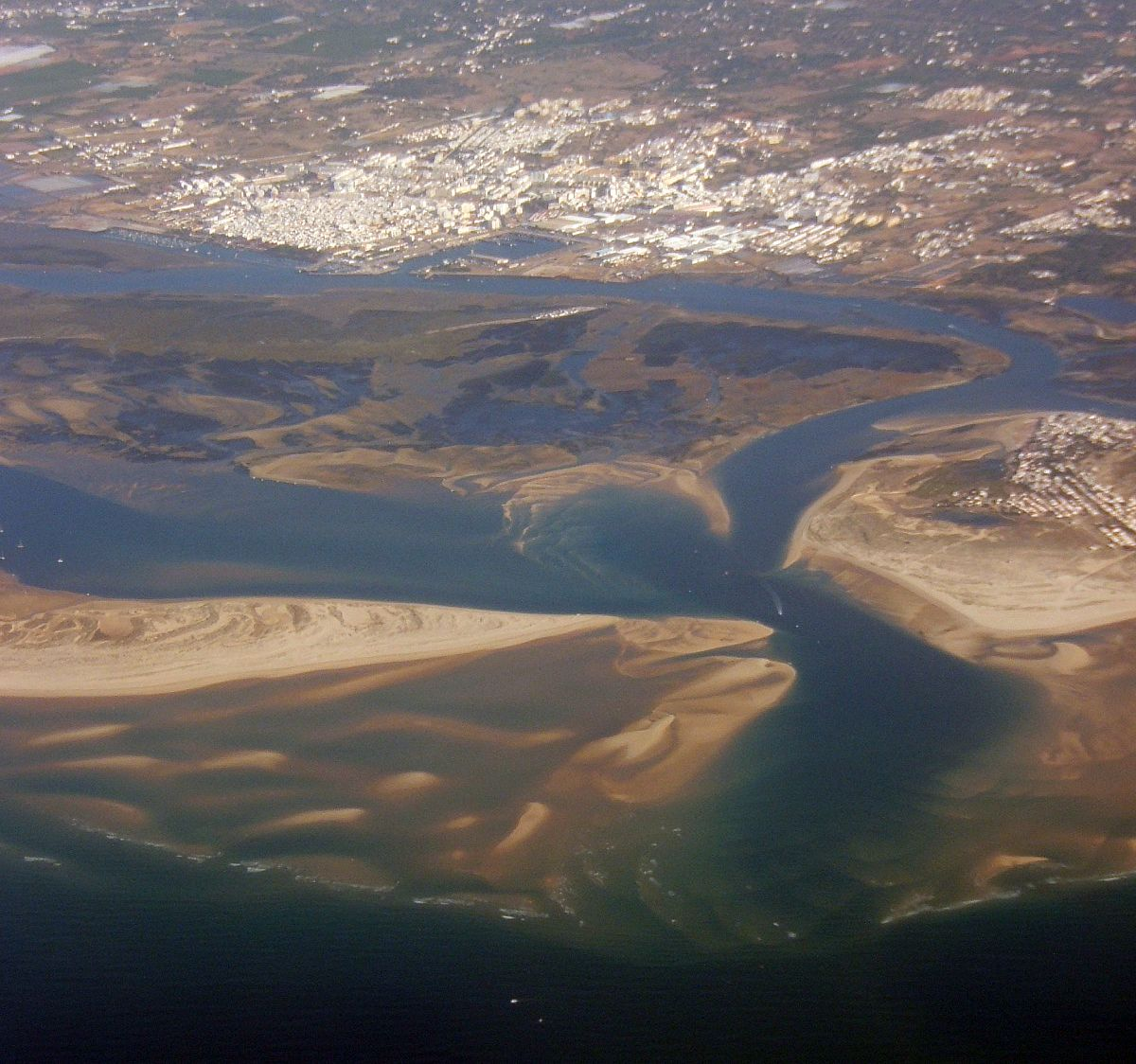